# Pluto (album)
 For alternative betydninger, se Pluto. (Se også artikler, som begynder med Pluto)
Pluto er det tredje studiealbum af den danske rock- og electronicagruppe How Do I, der blev udgivet i 1993 på pladeselskabet Cloudland. 
Fra albummet udkom "You and the Moon" som single og blev et mindre hit.

## Spor
| 1.    | "Day"                                | Anders Remmer           | 3:39 |
| 2.    | "You and the Moon"                   | Jesper Arentoft, Remmer | 3:54 |
| 3.    | "I'll be Yours Tonight"              | Remmer                  | 3:53 |
| 4.    | "An Inside"                          | Remmer                  | 4:32 |
| 5.    | "To Me"                              | Arentoft                | 4:00 |
| 6.    | "She Might Go Away"                  | Remmer                  | 3:39 |
| 7.    | "If You Were Someone Else"           | Arentoft                | 3:56 |
| 8.    | "Did You Sleep"                      | Remmer                  | 3:33 |
| 9.    | "Please, Please Come Home"           | Remmer                  | 4:11 |
| 10.   | "You Know Nothing, You Try Too Hard" | Remmer                  | 4:14 |
| 39:38 |                                      |                         |      |

## Personel

### Musikere
- Jesper Arentoft - vokal, akustisk guitar
- Thomas Bo Jensen - guitar, vokal
- Peter Fjeldberg - keyboards, programmering
- Hans Holten Hansen - bas, vokal
- Anders Remmer - trommer, programmering

### Produktion
- How Do I - producer
- Hjortur Blöndal - tekniker
- Mikkel deMib Svendsen - tekniker
- Charlie - teknikerassistent
- Dagge Lundquist - mix
- Stefan Glaumann - mix
- K Grafik - cover, foto